# Ternuay-Melay-et-Saint-Hilaire

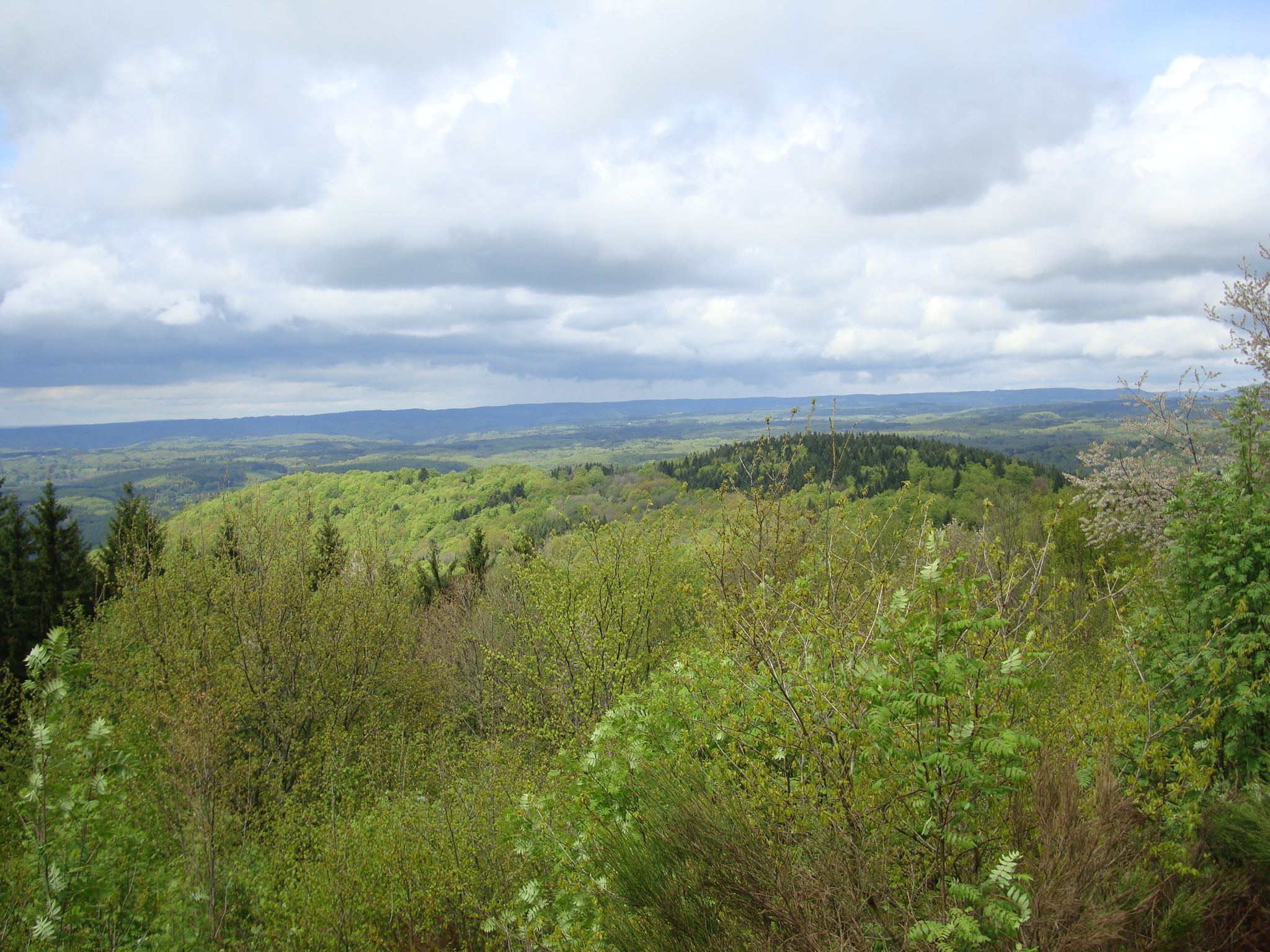
Panorama de Ternuay-Melay-et-Saint-Hilaire

Ternuay-Melay-et-Saint-Hilaire – miejscowość i gmina we Francji, w regionie Burgundia-Franche-Comté, w departamencie Górna Saona.
Według danych na rok 1990 gminę zamieszkiwały 502 osoby, a gęstość zaludnienia wynosiła 20 osób/km² (wśród 1786 gmin Franche-Comté Ternuay-Melay-et-Saint-Hilaire plasuje się na 316. miejscu pod względem liczby ludności, natomiast pod względem powierzchni na miejscu 62.).